# Tesla Cybertruck
Tesla Cybertruck električno je vozilo koje proizvodi Tesla, Inc. od 2023. Predstavljen kao konceptno vozilo u studenom 2019., ima kontroverzan dizajn karoserije koji podsjeća na niskopoligonsko modeliranje, a sastoji se od ravnih ploča od nehrđajućeg čelika.
Tesla je isprva planirao proizvesti vozilo krajem 2021., no nakon brojnih odgoda, ušlo je u proizvodnju sredinom 2023. i prvi put isporučeno kupcima u studenom 2023. Trenutno su u ponudi dva modela: pogon s tri motora na sve kotače (AWD) model nazvan Cyberbeast, te model s dvomotornim AWD pogonom. Predviđeno je da će model s pogonom na stražnje kotače s jednim motorom (RWD) biti dostupan 2025. Procjene EPA dometa pokrivaju 400 - 550 km, ovisno o modelu. Od prosinca 2023. Cybertruck je bio dostupan samo u Sjevernoj Americi.

## Tržišta prodaje
U listopadu 2020. objavljeno je da će Cybertruck biti dostupan samo za sjevernoameričko tržište, budući da neće biti registriran u Europi u svom trenutnom obliku zbog vrlo krute karoserije i rezultirajućega nedostatka zaštite putnika i pješaka. Tesla je ostavio otvorenim hoće li uslijediti verzija prilagođena međunarodnim tržištima.
Zaposlenik tvrtke SGS-TÜV Saar GmbH izrazio je zabrinutost zbog europskog i njemačkog procesa odobravanja vozila. Kutni prednji dio teško je uskladiti s lokalnim zahtjevima za sigurnost pješaka. U slučaju nesreće na putnike djelovale bi ogromne sile.
Ono što je problematično za europska prodajna tržišta je to što obične vozačke dozvole u Europskoj uniji (klasa B) dopuštaju samo korištenje vozila dopuštene ukupne mase do 3500 kg, dok Cybertruck već ima praznu masu od 3100 kilograma. S druge strane, u SAD-u se s uobičajenom vozačkom dozvolom (klasa D) mogu voziti vozila težine do 11793 kg.

## Galerija
- Logo Tesla Cybertrucka.
- Stražnji dio prototipa iz 2019. godine.
- Unutrašnjost s vozačke strane.
- Primjerak vozila.